# 鲜迭
28°02′35″N 121°10′37″E / 28.04297°N 121.17693°E

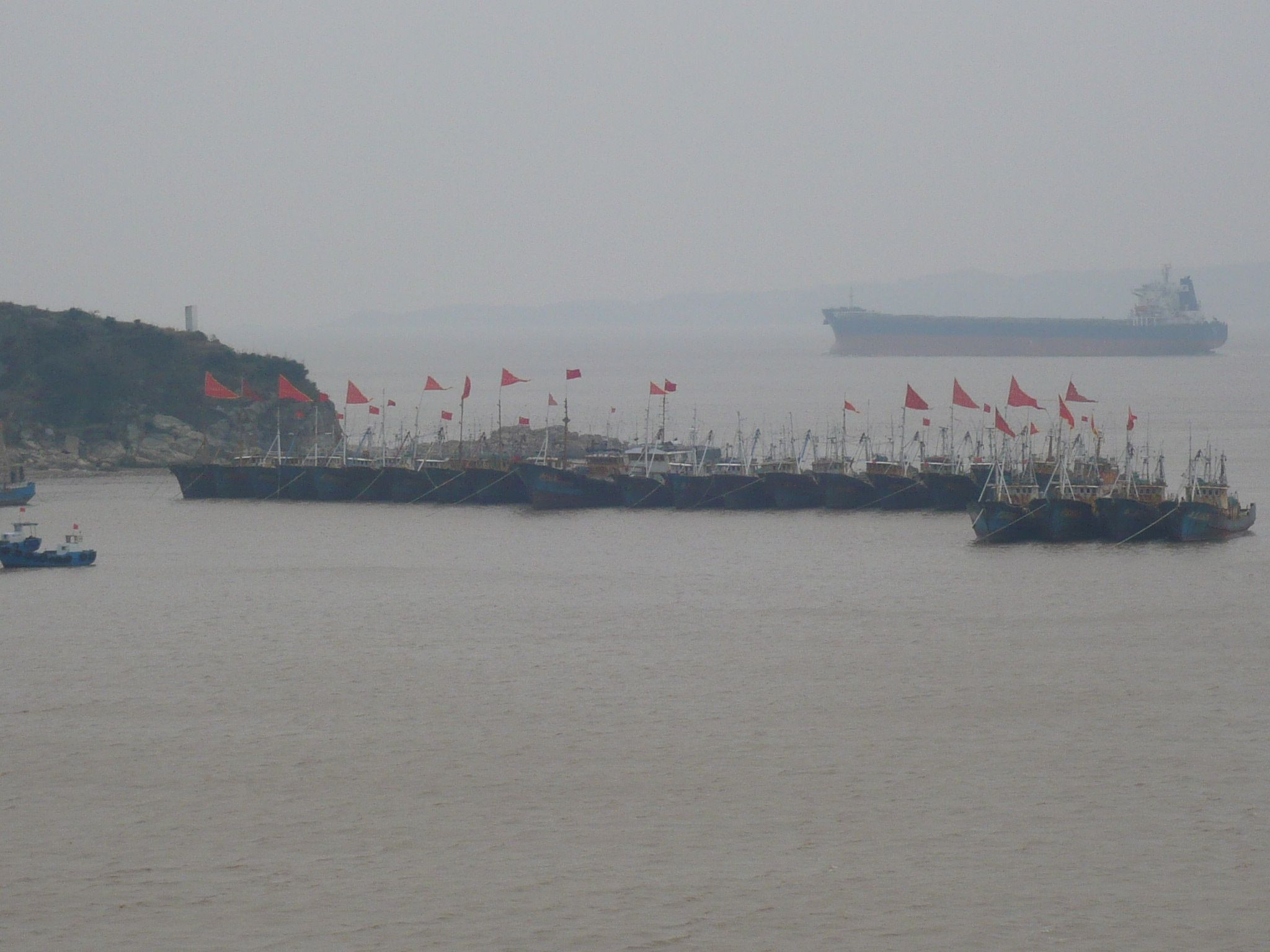
位于鲜迭码头的渔船

鲜迭，又称鲜迭岙，是中华人民共和国浙江省玉环市最南端的一个山岙，现有鲜迭码头。

## 沿革
当地原名鲜叠，是指鱼汛期鲜鱼堆积层叠而闻名。1949年，设立鲜迭乡，后改鲜迭公社。1984年，再建立鲜迭乡。1985年，改鲜迭镇。1992年，玉环县将古城乡并入。2001年10月，鲜迭镇并入陈屿办事处。2009年8月，珠港镇撤销，珠港镇陈屿办事处改为大麦屿街道。当地有鲜迭码头，主要以渔业为主。